# Всесвітня виставка 1937

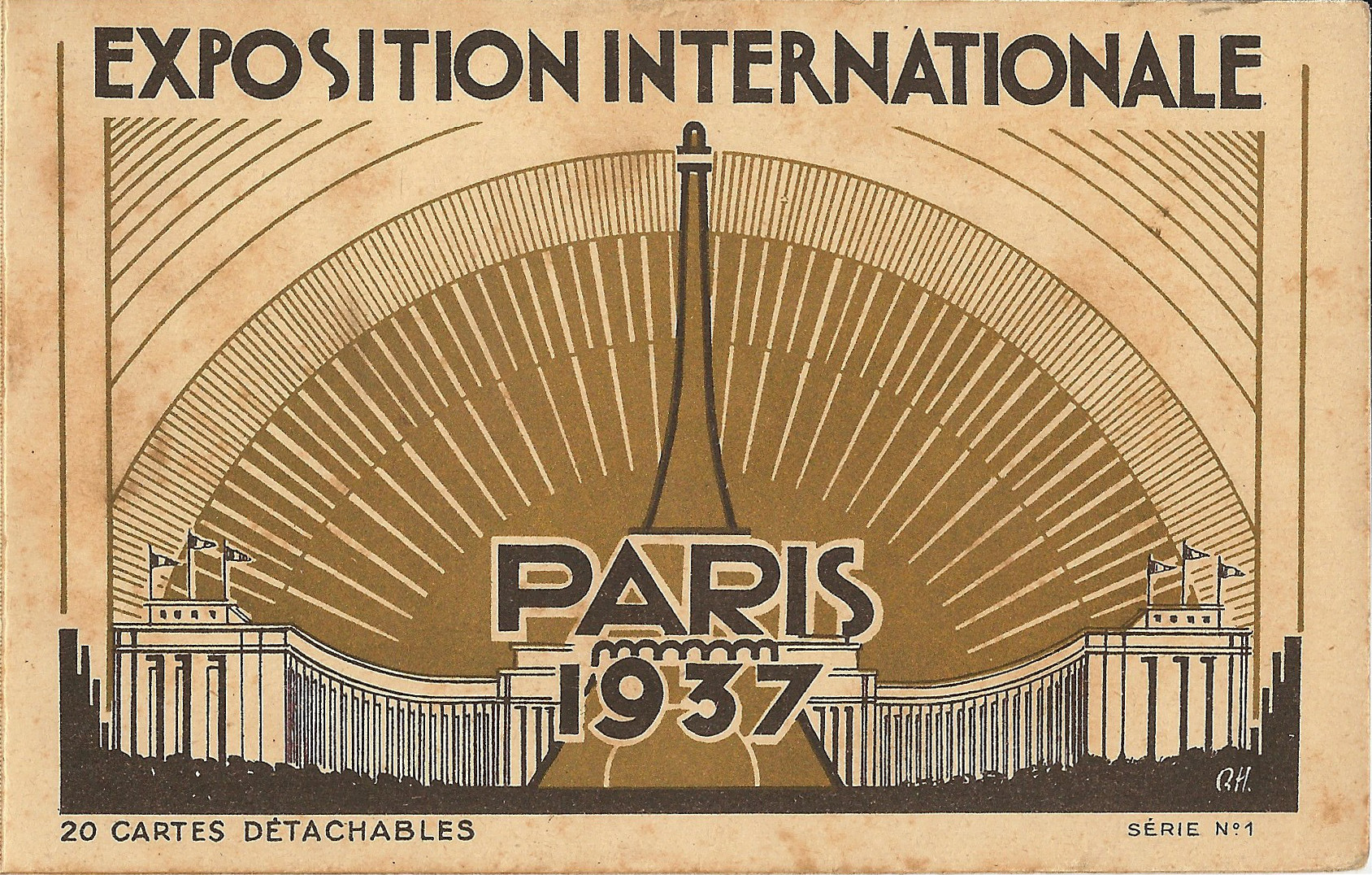
Поштова листівка

Всесвітня виставка 1937 (фр. Exposition Internationale des Arts et Techniques dans la Vie Moderne) проходила з 25 травня по 25 листопада в Парижі, Франція.
Девіз виставки - «Мистецтво і техніка в сучасному житті» (фр. Arts et Techniques dans la Vie moderne).
До часу проведення виставки було приурочено відкриття «Музею людини».

## Учасники
Участь у виставці взяли 47 країн: СРСР, Австрійська республіка, Латвія, Литва, Естонія, Бельгія, Болгарське царство, Угорське королівство, Третій Рейх, Грецьке королівство, Данія, Іспанська Держава, Королівство Італія, Люксембург, Монако, Нідерланди, Норвегія, Польська республіка, Португалія, Румунське королівство, Фінляндія, Французька республіка, Чехословацька республіка, Швейцарія, Швеція, Ватикан, Австралія, Аргентина, Бразилія, Палестина, Перу, Гваделупа, Канада, Марокко, Уругвай, Сіам, Французький Алжир, Венесуела, Гаїті, Єгипетське королівство, Французький Індокитай, Королівство Ірак, Камерун, Мексика, Французька колонія в Індії, Екваторіальна Африка, США, Японська імперія.

## Павільйони

### СРСР
Серед експонатів СРСР на виставці були представлені монументальна робота Віри Мухіної «Робітник і колгоспниця», кінокартина «Чапаєв» тощо.

## Нагороди
Золоту медаль виставки отримав київський Інститут експериментальної біології і патології за розробку антиретикулярної сироватки.

## Галерея

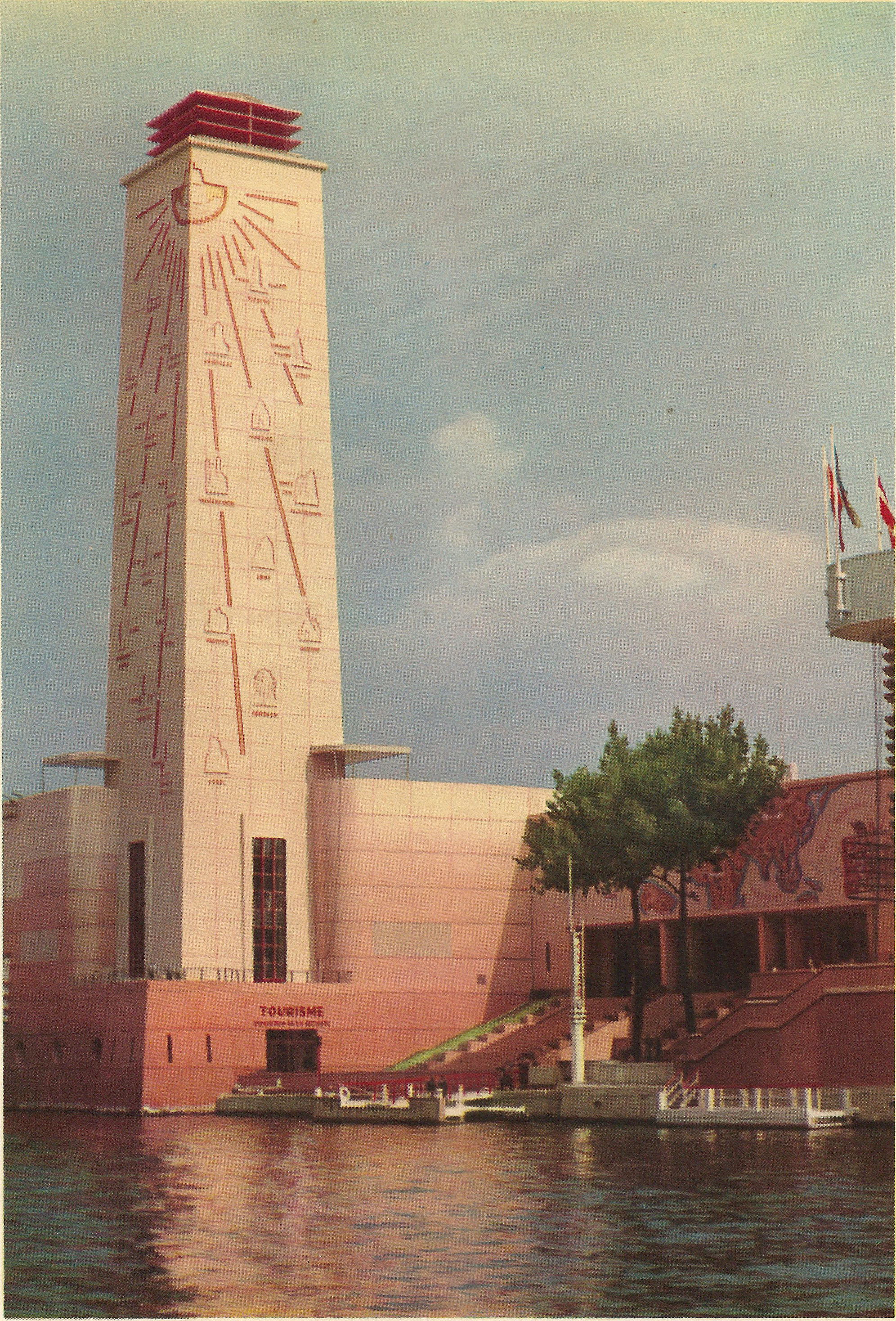
Павільйон туризму
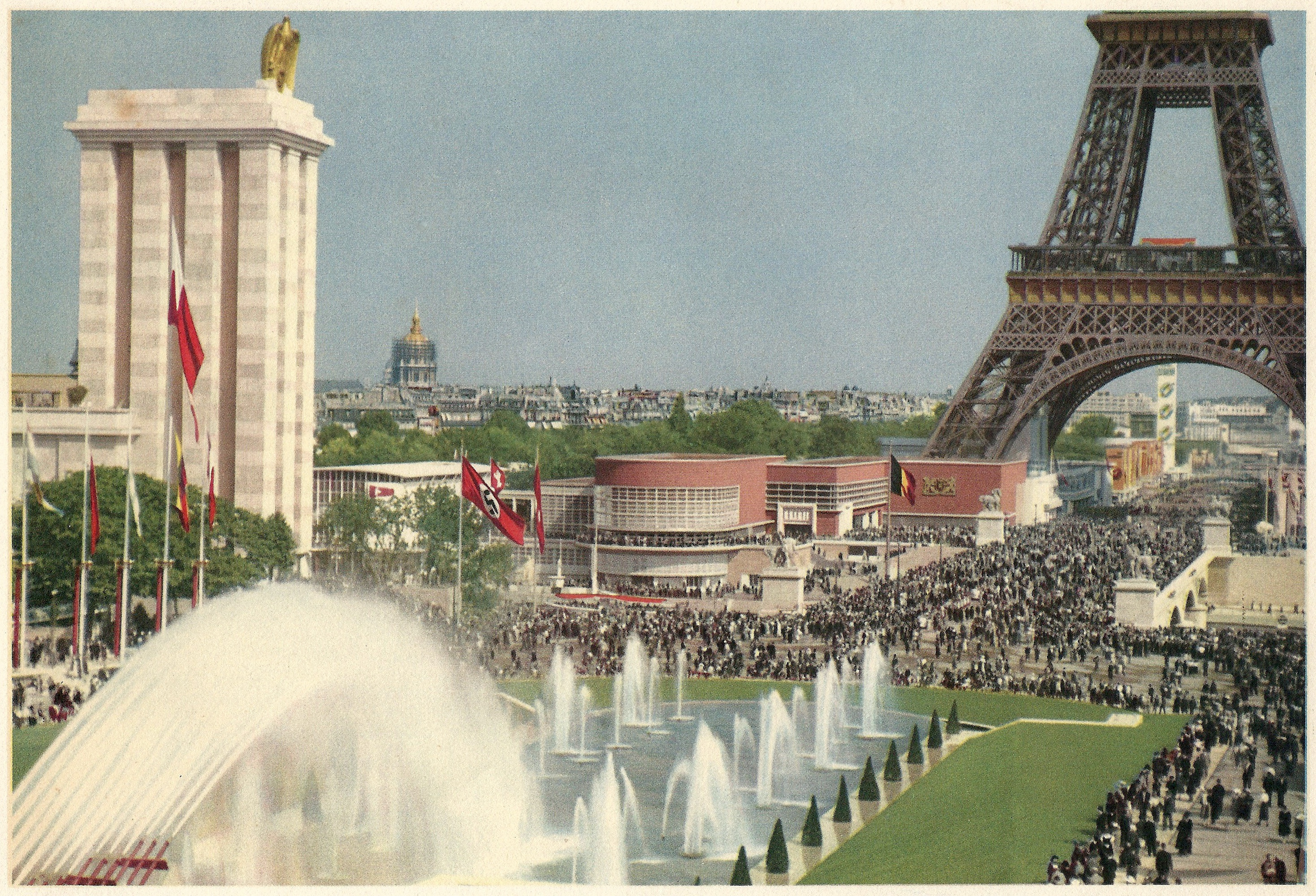
Trocadéro mit deutschem Pavillon (links), belgischem Pavillon (rot)  und Eiffelturm
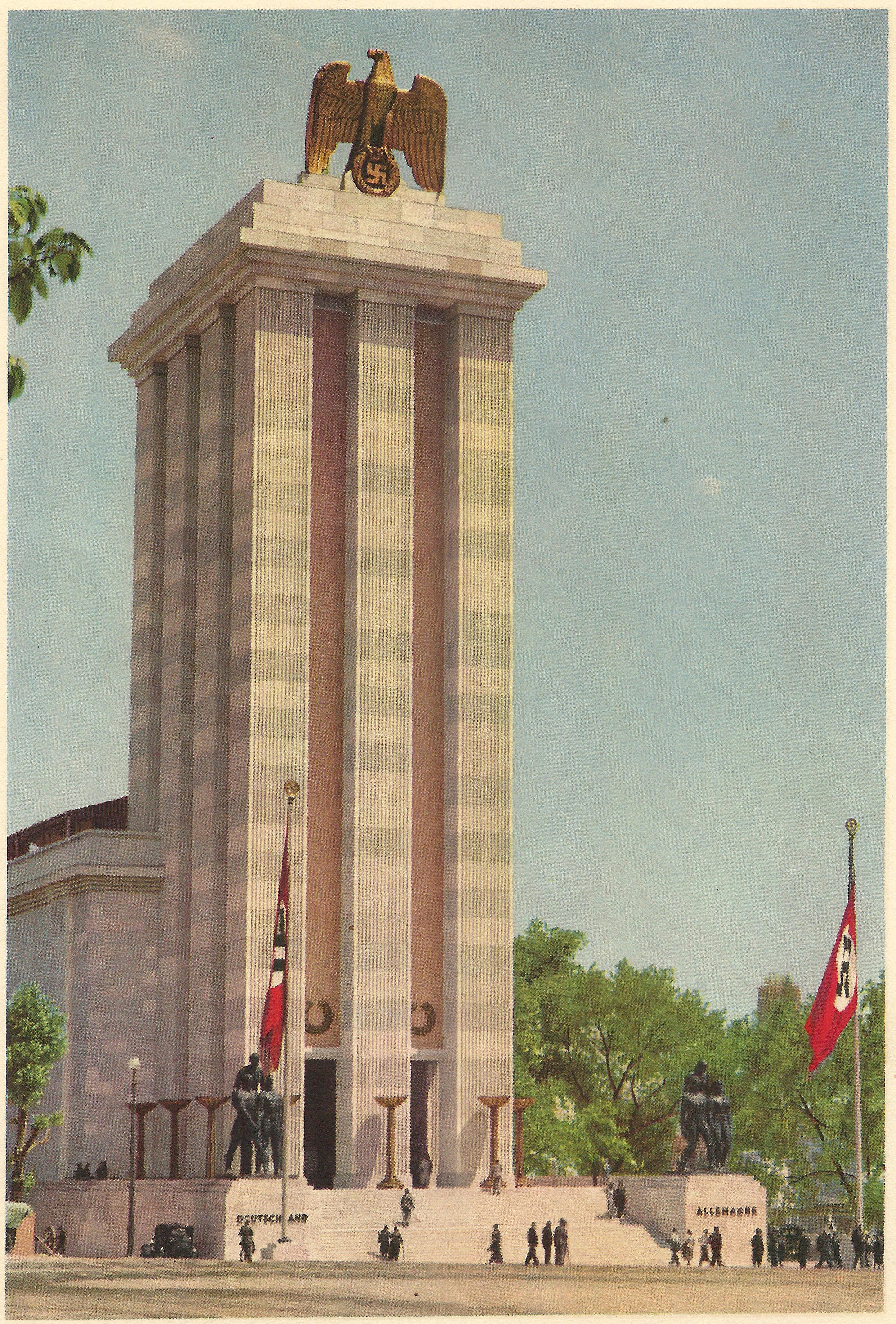
Павільйон Третього Рейху
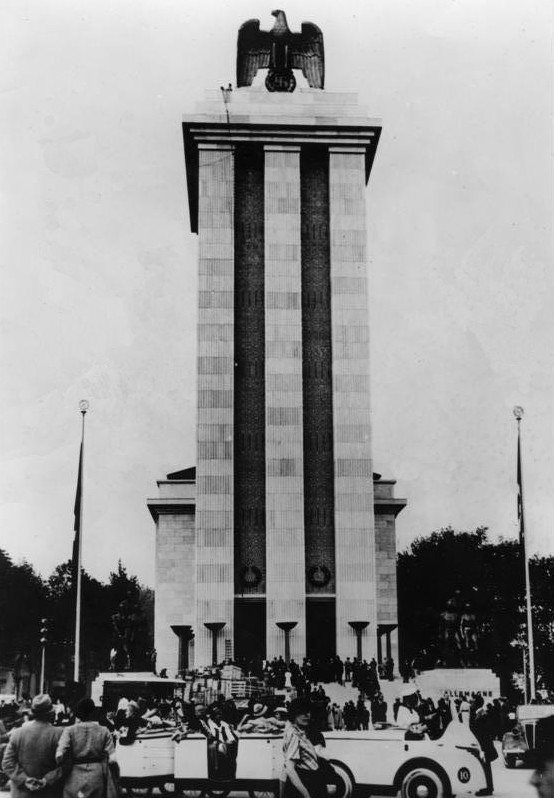
Павільйон Третього Рейху
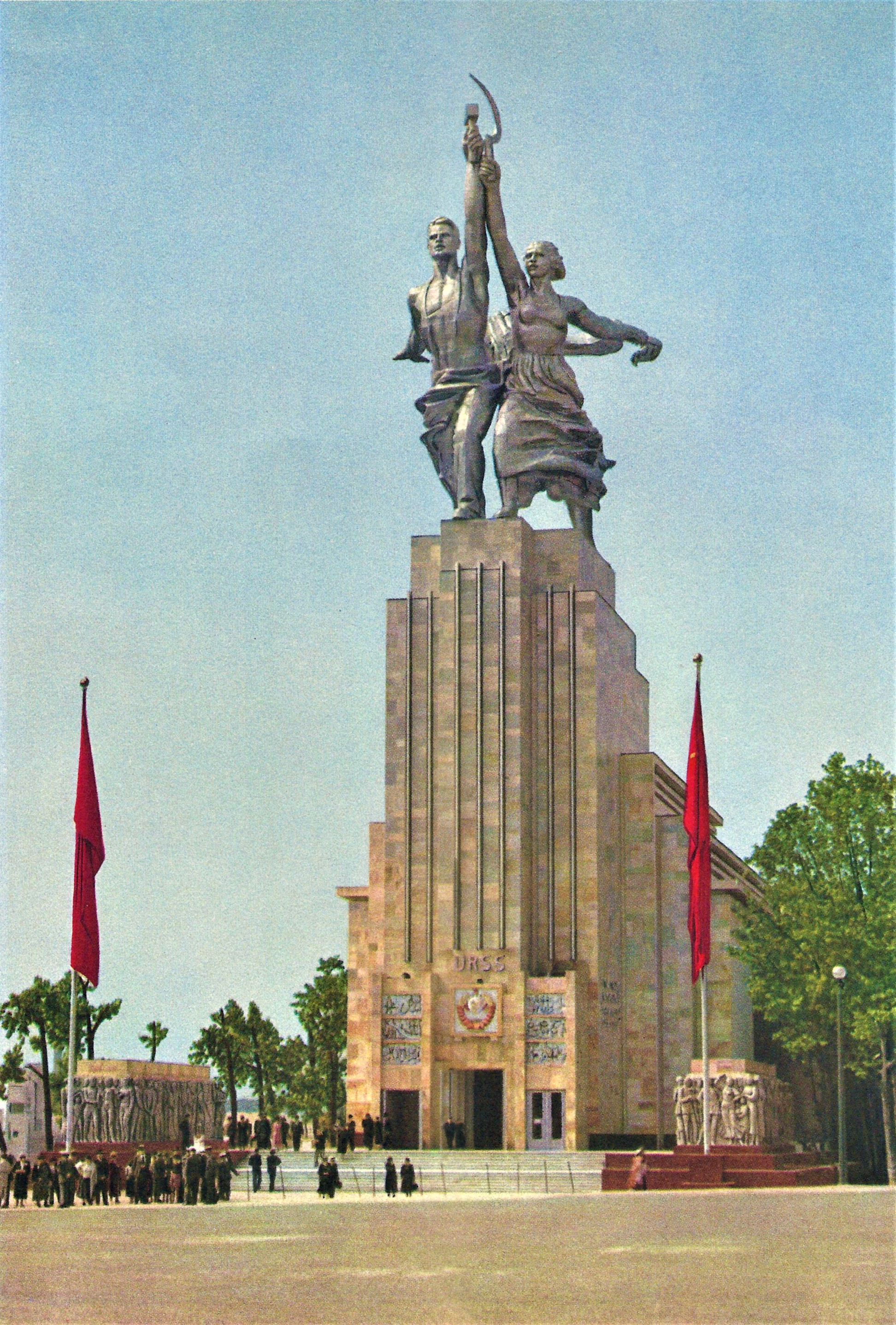
Павільйон СРСР
Павільйон СРСРПавільйон СРСР
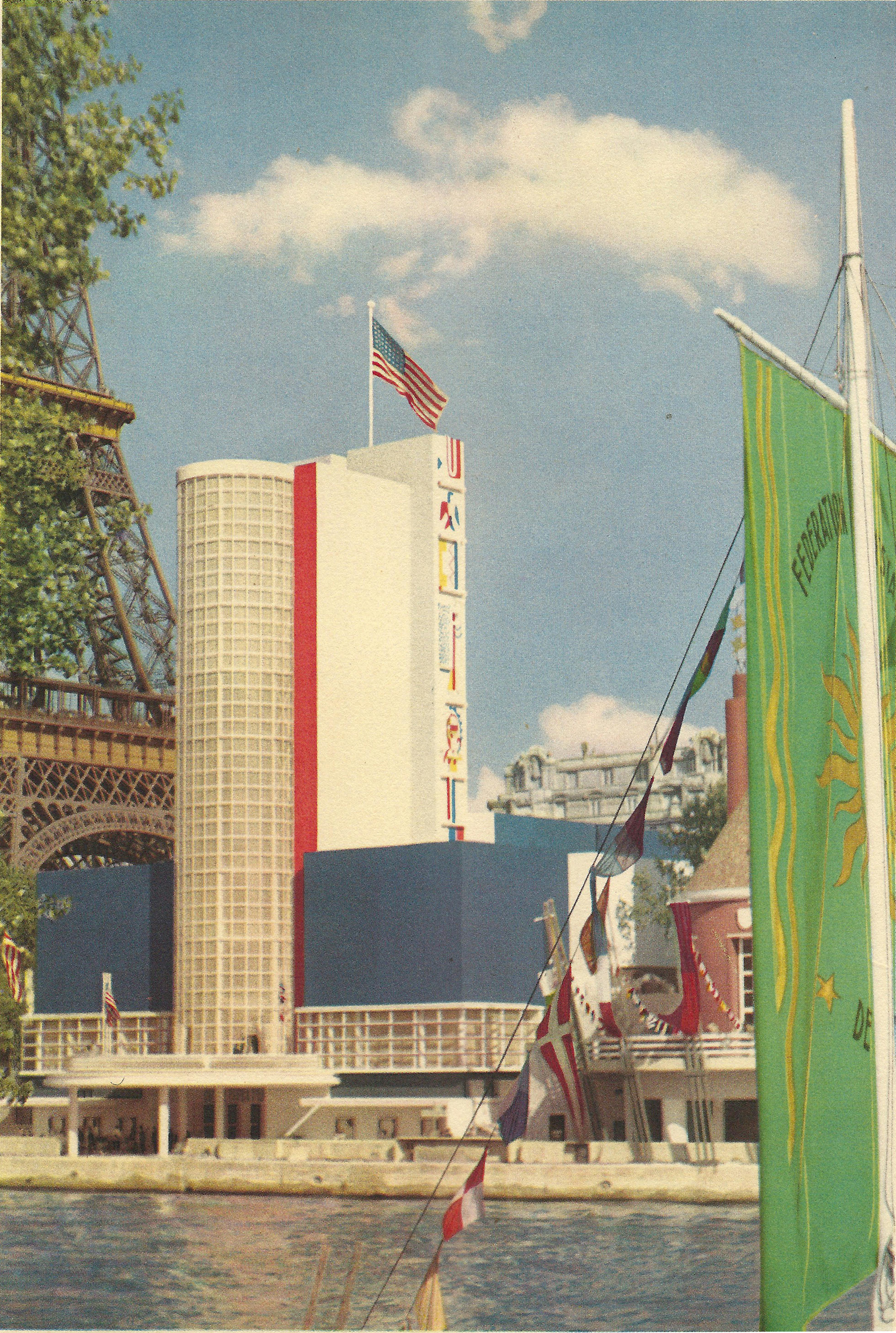
Павільйон США
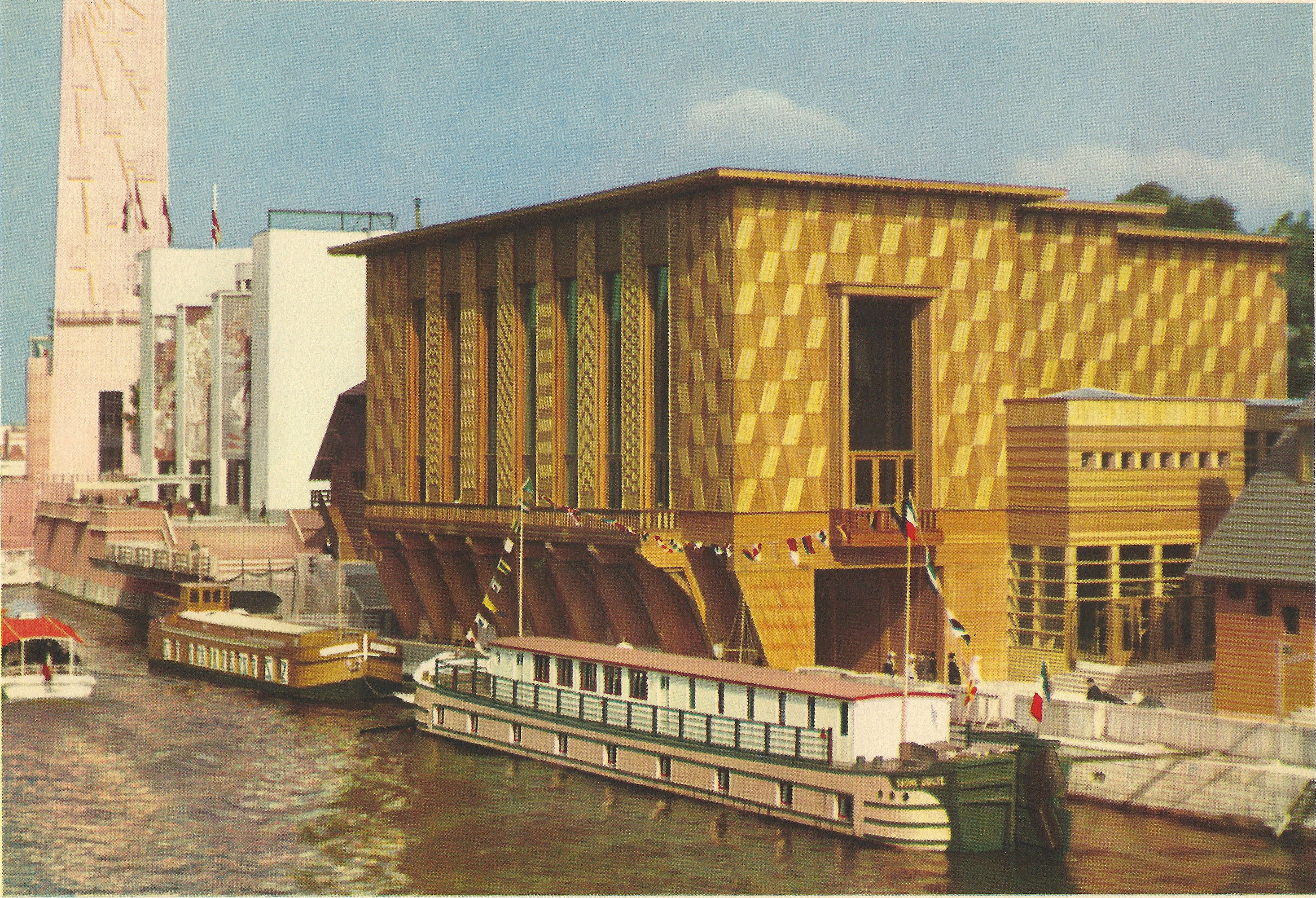
Павільйон лісу
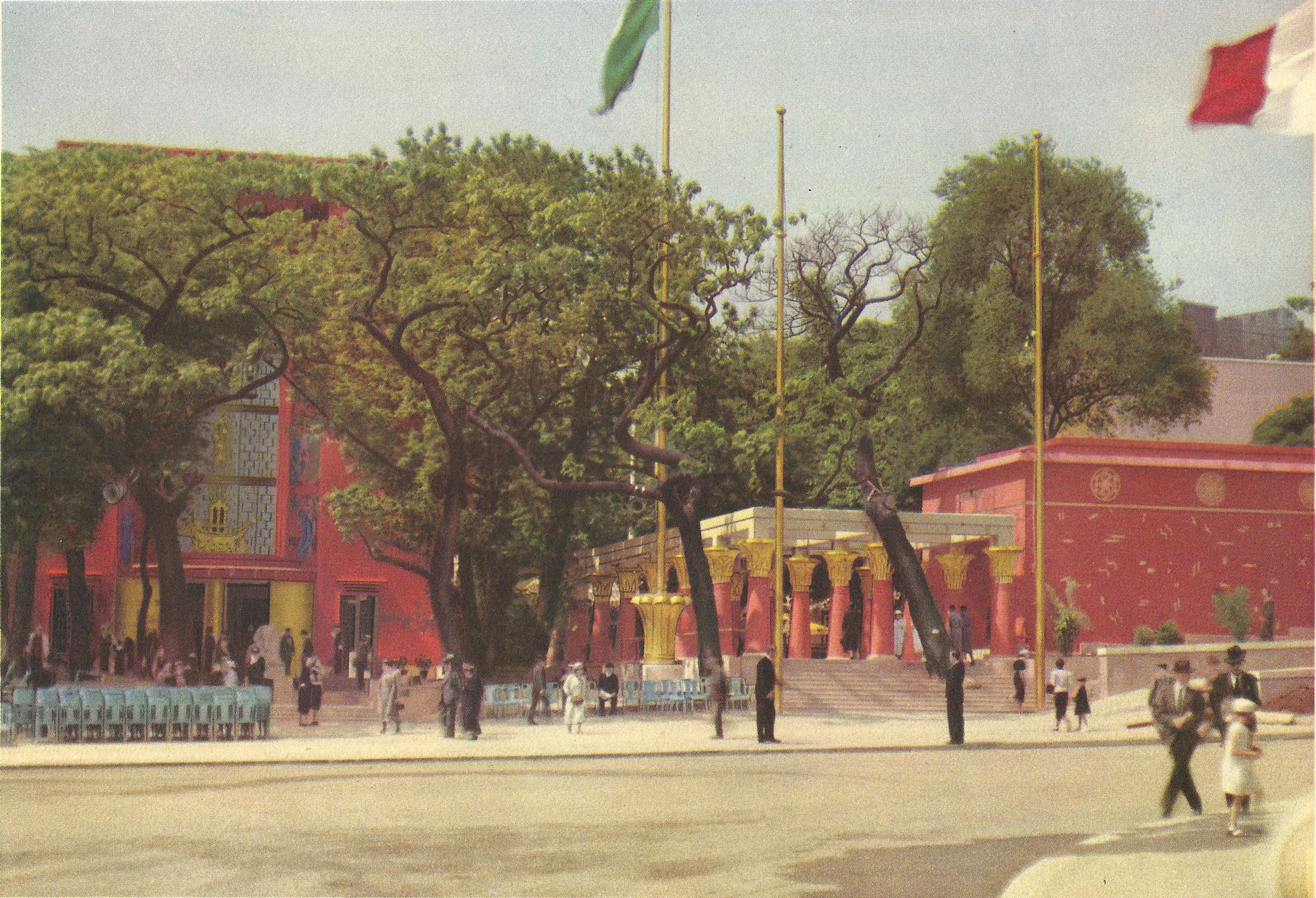
Павільйон Єгипту
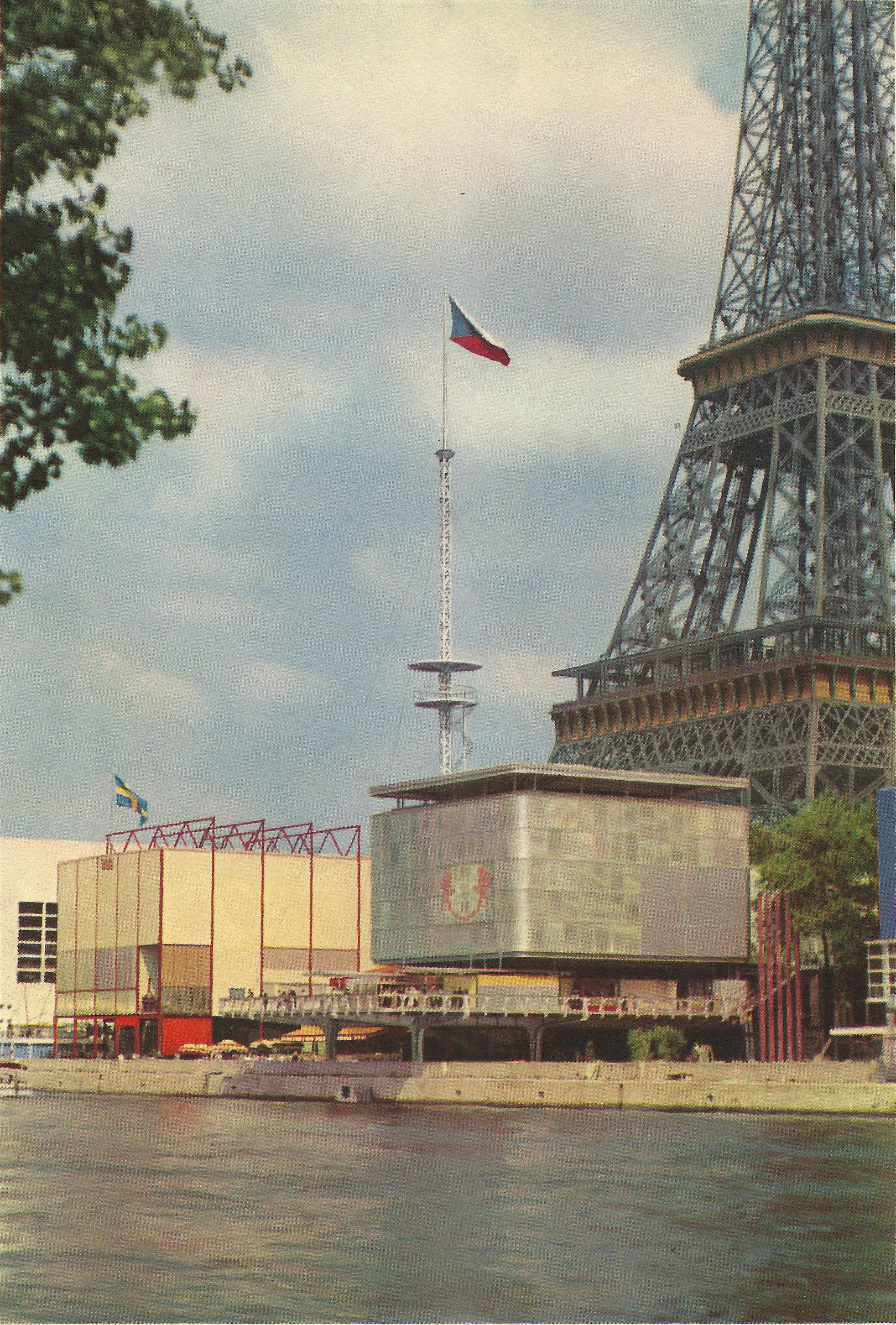
Павільйони Чехословаччини та Швеції
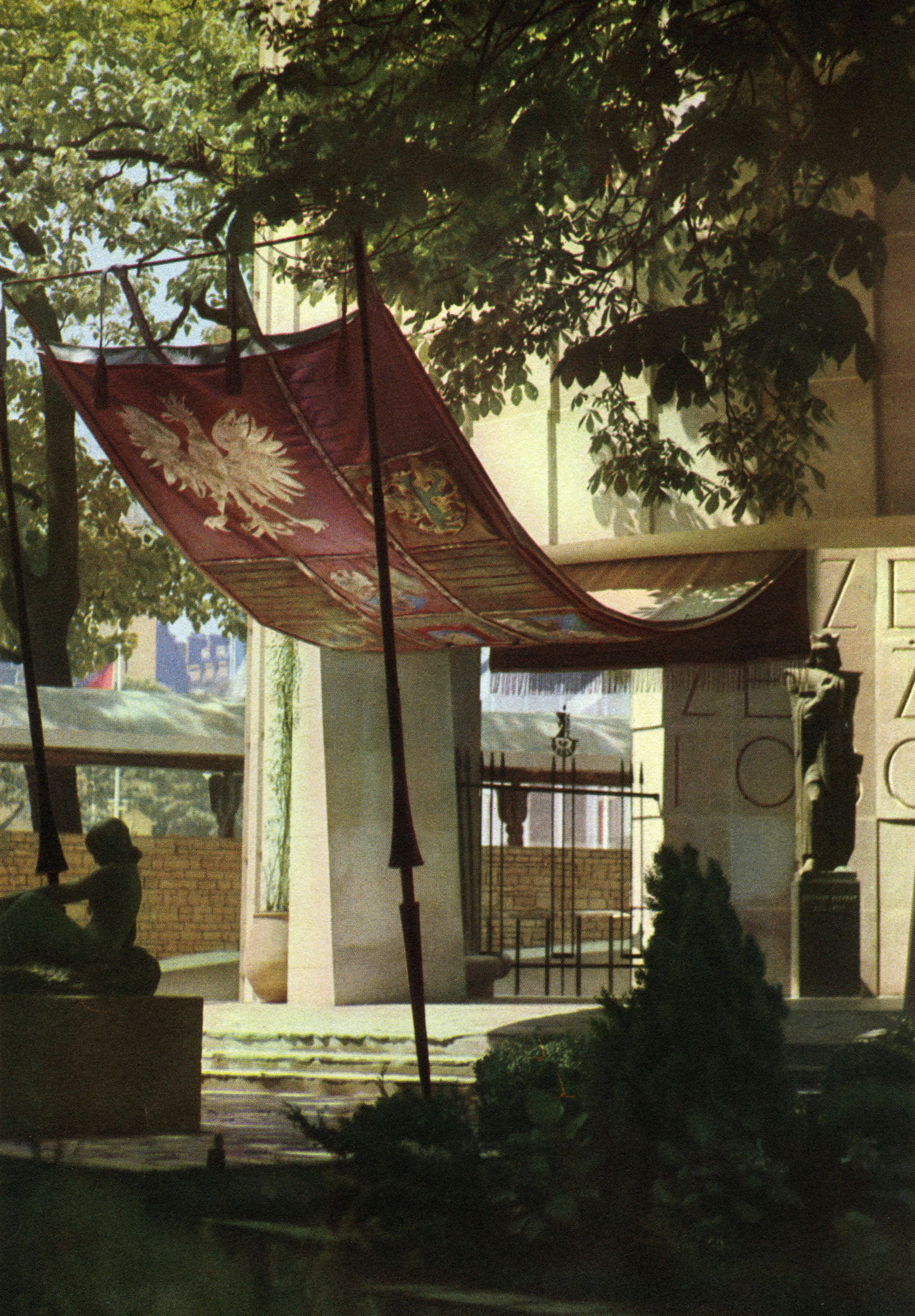
Павільйон Польщі
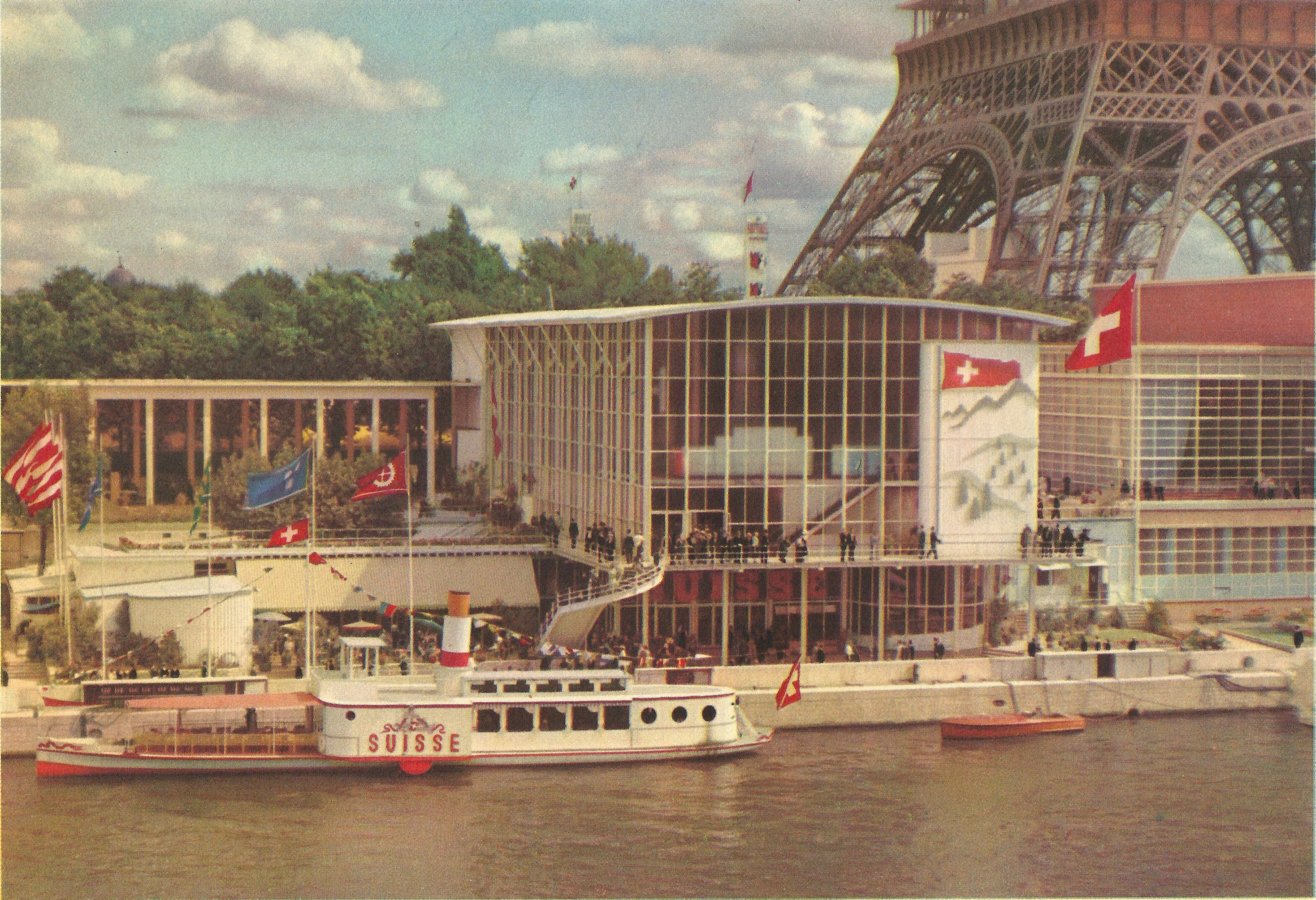
Павільйон Швейцарії
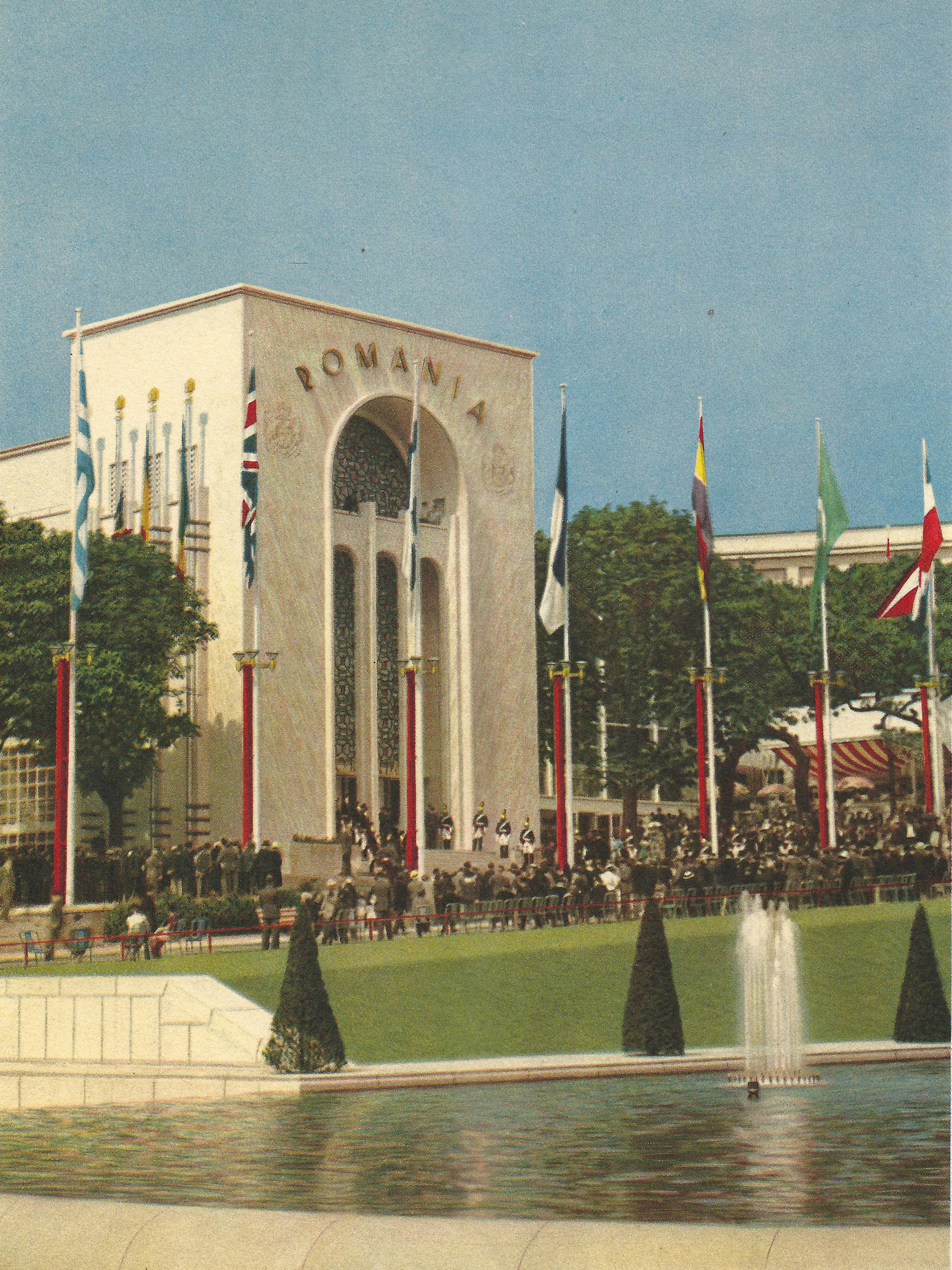
Павільйон Румунії